# Satelit coorbital

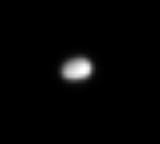
Pollux, satelit troian al Dione

Un satelit coorbital este un satelit natural al unei planete orbitând pe o aceeași orbită cu un alt satelit al respectivei planete.
Un caz particular de satelit coorbital este acela al sateliților troieni, situați în preajma punctelor Lagrange L4 și L5 ale sistemului planetă-satelit, satelitul « central » fiind mult mai mare decât troienii săi cel puțin potrivit stării cunoștințelor actuale (așa cum planetele sunt mai mari decât asteroizii troieni care se află pe orbita lor).
Mai multe exemple sunt cunoscute în prezent în Sistemul Solar, toți situați în sistemul lui Saturn :
- Janus și Epimethea, « simpli » coorbitali ;
- Telesto (L4) și Calypso (L5), sateliți troieni pe orbita lui Tethys ;
- Helena (L4) și Pollux (L5), sateliți troieni pe orbita lui Dione.